# Куинн Фабре
Люси Куинн Фабре (англ. Lucy Quinn Fabray) — персонаж американского музыкального телесериала «Хор». Куинн, роль которой исполняет Дианна Агрон, дебютировала в пилотном эпизоде шоу и остаётся одним из главных его персонажей. Она является участницей команды поддержки вымышленной средней школы МакКинли в городе Лайма, штат Огайо, а также солисткой хора «Новые горизонты». В первом сезоне Куинн появилась в качестве антагонистического персонажа, одной из самых популярных девушек школы и верхушки социальной иерархии. Она присоединяется к хоровому клубу, чтобы следить за своим молодым человеком Финном Хадсоном, и вместе с Сантаной Лопес и Бриттани Пирс становится шпионом тренера команды поддержки Сью Сильвестр, которая намеревается закрыть хор. В начале сезона Куинн узнаёт, что беременна, покидает команду чирлидеров и становится предметом насмешек. В течение первого сезона героиня взрослеет, строит дружеские отношения с остальными «изгоями», которые входят в число хористов.
Персонаж Куинн придуман создателями сериала Райаном Мёрфи, Брэдом Фэлчаком и Иэном Бреннаном. Первоначальные отзывы критиков о героине были положительны, однако испортились после того, как была введена сюжетная линия с её беременностью. Песни, исполненные Куинн в сериале, были выпущены в качестве синглов, вошли в альбомы саундтреков сериала, а также доступны для скачивания в сети. Агрон была номинирована на премию Teen Choice Award в номинации «Прорыв года — актриса», а также на награду Гильдии киноактёров США.

## Сюжетные линии

### Первый сезон
Куинн впервые появилась в качестве капитана школьной команды поддержки в пилотном эпизоде сериала. Она родилась в консервативной христианской семье и являлась президентом школьного клуба воздержания. Когда её молодой человек Финн Хадсон (Кори Монтейт) вступает в школьный хор, она присоединяется к хору вместе с Сантаной Лопес (Ная Ривера) и Бриттани Пирс (Хизер Моррис), с целью шпионить за Финном, а по указанию тренера команды поддержки Сью Сильвестр (Джейн Линч) докладывает ей новости хора с целью подставить Уилла Шустера (Мэтью Моррисон) и закрыть хор.
В начале первого сезона Куинн узнаёт, что беременна и убеждает Финна, что он отец ребёнка, хотя они никогда не занимались сексом. Настоящим отцом является Пак (Марк Саллинг), но Куинн не хочет растить ребёнка с ним из-за его безответственности. Пытаясь скрыть от родителей свою беременность, она находит выход: после рождения отдать ребёнка жене Уилла Шустера, Терри (Джессалин Гилсиг), которая притворяется беременной. Сью Сильвестр выгоняет Куинн из группы поддержки, что лишает её статуса самой популярной девушки школы, и делает её изгоем в школе. Во время ужина с Финном и её родителями, Финн признаётся им, что Куинн беременна. Родители выгоняют Куинн из дома, и она переезжает к Финну и его матери. Когда она решает оставить ребёнка, а не отдавать его Терри, Пак пытается проявить себя более хорошим отцом, чем Финн. Когда Куинн снова разочаровывается в Паке, она снова предлагает Терри сделку. Куинн шантажирует Сью, заставляя снова принять её в команду поддержки, но в итоге решает остаться в хоре, члены которого её поддержали, несмотря на негативное отношение. Рейчел Берри (Лиа Мишель) сообщает Финну о том, что настоящий отец ребёнка Пак, и Финн расстаётся с Куинн. Пак снова пытается завязать отношения с Куинн, но она сообщает ему, что предпочитает справляться со своей беременностью сама. Из-за расставания с Финном, она вынуждена искать новое жилье, и решает некоторое время пожить у Пака, но Мерседес Джонс (Эмбер Райли) предлагает её переехать к ней. Во время региональных хоровых соревнований у Куинн начинаются схватки. Вместе с Паком она отправляется в больницу, где рожает девочку, Бет. Пак признаётся в любви Куинн. Она отдаёт ребёнка на удочерение Шелби Коркоран (Идина Мензель), руководителю соперничающего хора «Вокальный адреналин». Мать Куинн сообщает, что развелась с её отцом, и принимает дочь обратно.

### Второй сезон
В начале второго сезона Куинн возвращается в группу поддержки. Она начинает встречаться с новым членом хора Сэмом Эвансом (Корд Оверстрит), и даже принимает от него обручальное кольцо как согласие выйти за него замуж в будущем. Когда Сью Сильвестр заставляет Сантану, Бриттани и Куинн выбирать между чирлидингом и хором, все трое выбирают первое, в попытках сохранить свою популярность, но Финн убеждает их вернуться в хор. Куинн снова начинает встречаться с Финном и расстаётся с Сэмом. Она разворачивает кампанию, в надежде получить поддержку в выборах короля и королевы выпускного вечера младших классов. Её конкурентка и подруга Пака Лоурен Зайзис (Эшли Финк) узнаёт, что до перехода в школу МакКинли, Куинн звали Люси Фабре, она страдала избыточной массой тела и сделала ринопластику. Лоурен пытается саботировать кампанию Куинн, но популярность последней только растёт и её начинают поддерживать школьные девочки-изгои. На выпускном вечере Финн, ревнуя Рейчел к Джесси Сент-Джеймсу (Джонатан Грофф), ввязывается с ним в драку, и Куинн лишается шансов получить корону. Она винит в этом Рейчел и дает ей пощёчину, но тут же извиняется. Финн официально расстаётся с Куинн говоря ей, что всё ещё влюблён в Рейчел.

### Третий сезон
Во время летних каникул Куинн радикально изменила свой образ. Она появляется в школе с татуировками, пирсингом и розовыми волосами, покидает хор и общается с компанией хулиганов. Рейчел просит её вернуться в хор, однако Куинн отказывается, хотя тайно следит за репетициями хора. Она обвиняет Шустера и хор в своих проблемах и в том, что она увязла в плохой компании, однако тот просит её вспомнить, кто поддержал её, когда она была беременна и брошена друзьями. Когда в МакКинли возвращается Шелби Коркоран, она предлагает Куинн и Паку стать частью жизни Бет. Пак проводит с дочерью время, однако Шелби запрещает Куинн присоединиться к нему, пока она не изменит образ жизни. Куинн возвращается к своему прежнему внешнему виду, снова присоединяется к хору и признаётся Паку, что это просто спектакль, чтобы добиться единоличной опеки над Бет. Попала в аварию, спеша на свадьбу Рейчел и Финна, после чего некоторое время провела в инвалидном кресле, но к выпускному она снова стала ходить.

## Отзывы
За свою роль Агрон была номинирована на Teen Choice Award в номинации «Прорыв года — актриса», а вместе с другими актёрами сериала получила награду Гильдии киноактёров США в номинации «Лучший актёрский состав в комедийном сериале» в 2010 году, а годом позже была номинирована в то же категории.
Сюжет с беременностью героини в самом начале сериала был воспринят неоднозначно. Обозреватель Entertainment Weekly Тим Стэк счёл это хорошим поворотом сюжета, но понадеялся, что сюжетная линия не будет слишком долгой и затянутой. Чем больше развилась история, тем больше негативных отзывов привлекал как персонаж, так и авторы сериала, хотя сцена с родителями Куинн в эпизоде «Ballad» и раскрытием беременности удостоилась похвалы критиков, оценивших драматический талант Дианны Агрон. Геррик Кенндеди из Los Angeles Times негативно высказался о сюжете с Куинн в серии «Hairography», отметив, что «съёжился, когда Куинн появилась на экране». Однако, Бобби Хакинсон из Houston Chronicle, наоборот, нашёл эпизод благоприятным для развития персонажа Куинн, оценив неожиданный переход от образа «популярной девушки и разбивательницы сердец» к образу обычной девушки во время исполнения кавер-версии «Papa Don’t Preach». В обзоре серии «Journey to Regionals», Даррен Франчич из Entertainment Weekly назвал одновременно «ужасным» и «потрясающим» момент родов Куинн, смонтированный с выступлением хора «Вокальный адреналин», который исполнял песню «Bohemian Rhapsody» группы Queen. Он назвал это «самым необычным способом представления процесса рождения», что он когда-либо видел, за исключением The Miracle of Life.
Бертт Берк из Vanity Fair похвалил создателей за окончания сюжета с беременностью в начале второго сезона, и возвращению «злодейской Куинн». Джоэл Келли из ''TV Squad'' негативно отозвался о воссоединении пары Финна и Куинн в эпизоде, посвящённом Дню Святого Валентина; он посчитал, что создатели необоснованно «сдали назад», вернувшись к тому, с чего начали, только за то время, что прошло с начала событий сериала, персонажи поменялись, и теперь Куинн снова станет хладнокровным лидером команды поддержки, а Финн приятным, но молчаливым футболистом.
Резкое изменение образа Куинн в третьем сезоне также отказалось прохладно воспринято. Кевин Фэллон из The Atlantic назвал это «самым интересным, что Куинн сделала со времён рождения ребёнка под 'Bohemian Rhapsody'», а Тодд ВанДерВерфф из ''The A. V. Club'' предположил, что столь резкая смена стиля Куинн стала результатом беспомощности создателей в отношении актрисы Дианны Агрон и её героини.